# Vinicius Balieiro
Vinicius Balieiro Lourenço de Carvalho (nacido el 28 de mayo de 1999), conocido como Vinicius Balieiro (portugués brasileño:  [vɨˈnisɨus bɐliˈejɾu]), es un futbolista brasileño que juega en el Santos del Brasileirão. Principalmente puede jugar como mediocampista defensivo aunque también se desempeña como lateral derecho.

## Carrera

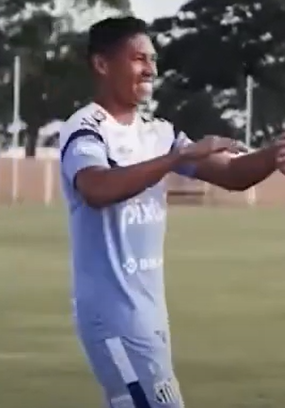
es futbolista

Nacido en Campinas (São Paulo), Balieiro representó a los menores de 15 años de Paulista Futebol Clube en 2014, pero tuvo que dejar el club al final de la temporada. Regresó un año después y participó en la edición 2017 de la Copa São Paulo de Futebol Júnior.
Hizo su debut absoluto el 12 de febrero de 2017, entrando como suplente en la segunda mitad en la derrota por 2-0 ante el Monte Azul. Apareció en dos partidos más para el equipo principal antes de mudarse a Santos en el mes de mayo, siendo asignado en el Peixe en las categorías menores de 20 años.
Luego fue asignado al equipo B antes de la campaña de 2019, entrenando regularmente con el primer equipo. El 21 de julio de 2020, se inscribió para el Campeonato Paulista.
Vinicius hizo su debut en el primer equipo, y en la Serie A, con el Santos el 14 de noviembre de 2020, comenzando en una victoria en casa por 2-0 contra el Internacional. Hizo su debut en la Copa Libertadores diez días después, reemplazando al goleador Yeferson Soteldo en una victoria por 2-1 como visitante sobre Liga de Quito. Anotó su primer gol profesional el 9 de marzo de 2021, anotando el primero en la victoria en casa por 2-1 contra el Deportivo Lara.

## Vida personal
A Balieiro se le compara físicamente con el ex mediocampista de la selección brasileña Paulinho, que fue conocido durante su paso por Paulista. Su hermano menor Thiago también es futbolista; defensa central, también juega en el Santos.